# Кнедле са шљивама
Кнедле са шљивама је српски филм из 1992. године. Режирао га је Славенко Салетовић, а сценарио је написао Милош Николић.

## Радња
Три породице живе у заједничком дворишту, ишчекујући да неко други ријеши њихове проблеме. Драма почиње кад се бивши власник куће, после много година врати из Америке, са богатом пензијом. Његова породица мисли да ће са том пензијом кроз коју годину учинити чуда, али старац после мјесец дана умре без написаног тестамента.

## Улоге
| Глумац              | Улога       |
| ------------------- | ----------- |
| Миливоје Мића Томић | Велизар Зец |
| Рената Улмански     | Стана Зец   |
| Александар Берчек   | Станко Зец  |
| Дара Џокић          | Мирка Зец   |
| Иван Бекјарев       | Пајица      |
| Љиљана Драгутиновић | Вера        |
| Ружица Сокић        | Катица      |
| Роберт Колар        | Миодраг     |